# Lone Pine Koala Sanctuary
 (mai 2010).
Si vous disposez d'ouvrages ou d'articles de référence ou si vous connaissez des sites web de qualité traitant du thème abordé ici, merci de compléter l'article en donnant les références utiles à sa vérifiabilité et en les liant à la section « Notes et références ».
Le Lone Pine Koala Sanctuary se situe en Australie, à une vingtaine de minutes du centre de Brisbane, dans le Queensland. Ce parc existe depuis 1927 et est à ce jour la plus grande réserve de koalas au monde.

## Histoire
Le nom Lone Pine (Pin Solitaire) a été donné au parc en référence à un grand pin qu'avait planté la famille Clarkson, premiers propriétaires des lieux. À ses débuts, le parc ne comptait que deux koalas : Jack et Jill. Le parc a commencé à se faire connaître durant la Seconde Guerre mondiale, lorsque des américains, y compris la femme de Douglas MacArthur, visitèrent le parc pour découvrir la faune et la flore australienne. Petit à petit, le parc gagna en notoriété et évolua, jusqu'à devenir la plus grande réserve de koalas au monde.

## Faune et flore
Le Lone Pine possède plusieurs espèces d'animaux australiens :
- des koalas
- des kangourous
- des wombats
- des diables de Tasmanie
- un dingo
- des échidnas
- des opossums
- de nombreux reptiles (serpents, lézards, tortues, crocodiles et grenouilles)
- plusieurs espèces d'oiseaux (perroquets, kookaburras, aigles et chouettes)

Le parc a également adopté un ornithorynque nommé Barak en 2010. Barak a voyagé depuis Melbourne jusqu'au parc en première classe, et habite désormais dans un gigantesque aquarium qui a coûté plus d'un million de dollars[réf. nécessaire].
Le Lone Pine est resté un lieu quelque peu sauvage, la végétation y est foisonnante et abrite des dragons d'eau (lézards de taille moyenne), des dindes sauvages ou encore des kookaburras en liberté.

## Galerie
- Un koala en train de vocaliser.

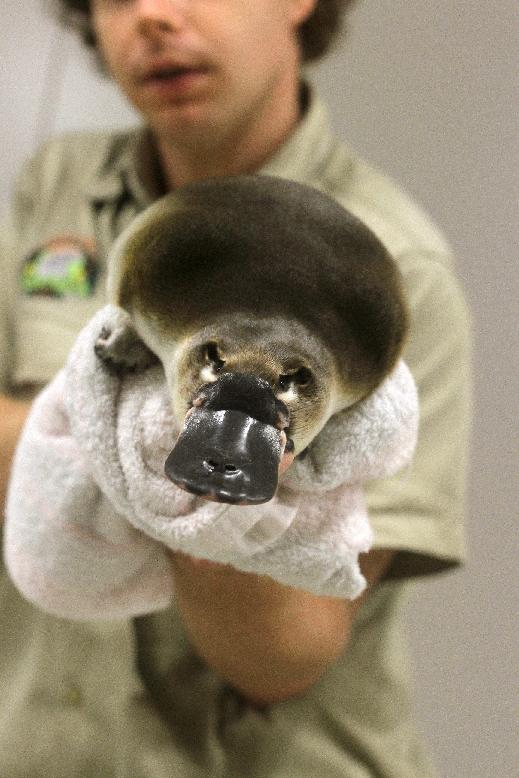
Un ornithorynque du parc

## Activités
Le Lone Pine offre à ses visiteurs l'opportunité de porter et caresser des koalas, mais cela est possible uniquement grâce à une contrepartie financière. Le parc veille à ce que leurs koalas ne soient pas trop stressés, c'est pourquoi des roulements sont effectués toutes les trente minutes. Durant la visite, il est possible de nourrir les kangourous et les wallabys, qui sont plus de 130 à évoluer dans leur réserve, ainsi que les perroquets sauvages, en début et en fin de journée.
Les présentations
- ornithorynque ;
- koala ;
- kangourou ;
- wombat ;
- serpent.

Les spectacles
- vol des oiseaux de prairie, des rapaces tels que des chouettes et des aigles ;
- show des chiens de berger et de la tonte des moutons.
- photo souvenir, avec un koala, un serpent, un crocodile ou encore avec les animaux de la ferme.

## Protection de l'environnement
Le Lone Pine est engagé dans la lutte pour la protection de l'environnement. Le parc est très soucieux de la destruction des espèces animales et végétales et essaie de sensibiliser ses visiteurs au mieux pour le respect des animaux et de la végétation. 
De plus, le Lone Pine participe à un programme de plantation d'eucalyptus et de récupération d'eau.
Le parc soutient également la recherche pour la sauvegarde des koalas, notamment contre la chlamydla qui infecte de nombreux koalas et peut entraîner leur mort.